# فهرست فرمانروایان هون
این فهرستی از فرمانروایان قوم هون می‌باشد.
| دوره    | نام فرمانروا      |
| ------- | ----------------- |
| ۳۶۰-۳۷۸ | بالامبِر           |
| ۳۹۰-۴۱۰ | اولدین            |
| ۴۱۲-۴۲۲ | چاراتون           |
| ۴۲۲-۴۳۲ | اوکتار            |
| ۴۳۲-۴۳۴ | روگیلا            |
| ۴۳۴-۴۴۵ | بلدا و آتیلا      |
| ۴۳۴-۴۵۳ | آتیلا (به تنهایی) |
| ۴۵۳-۴۵۵ | الاک              |
| ؟-۴۶۹   | دنگیزیچ           |
| ۴۶۹-۵۰۳ | ارناخ             |